# Уотервилл (Керри)
Уотервилл (англ. Waterville; ирл. An Coireán-Spunkane) — деревня в Ирландии, находится в графстве Керри (провинция Манстер).

## Демография
Население — 546 человек (по переписи 2006 года). В 2002 году население составляло 538 человек.
Данные переписи 2006 года:
| Общие демографические показатели |               |                               |                               |      |      |
| Всё население                    | Всё население | Изменения населения 2002—2006 | Изменения населения 2002—2006 | 2006 | 2006 |
| 2002                             | 2006          | чел.                          | %                             | муж. | жен. |
| 538                              | 546           | 8                             | 1,5                           | 271  | 275  |

## Спорт

### Гольф
Поле для гольфа в Уотервилле замыкает число пяти лучших полей для гольфа в Великобритании и Ирландии, а клуб «Скеллигс-Бэй» занимает 67-е место среди лучших команд. В 1981 году здесь должен был пройти очередной розыгрыш Кубка мира, однако его отменили в связи с тем, что ожидалось прибытие спортсменов из ЮАР, которая подвергалась полному бойкоту в плане спорта.

### Гэльские игры
Есть команда по гэльским играм, выступающая в чемпионате Керри по гэльскому футболу.